# 纽甜
纽甜（英語：Neotame）是一種人工甜味剂，分子式为C20H30N2O5。纽甜是世界上最甜的合成甜味剂，甜度是一般蔗糖的7000～13000倍，也是口味最接近蔗糖的甜味剂。纽甜在干粉状态下具有极佳的稳定性，在干燥且适当的储存条件下，它可存放至少5年而不变质。因为纽甜没有吸湿性，能量又很低，所以十分适合作为食品甜味剂。2002年，纽甜通過了美國食品藥品監督管理局認可，准许添加在食品中。2003年10月，中国卫生部批准纽甜作为甜味剂通用于各种食品和饮料中。

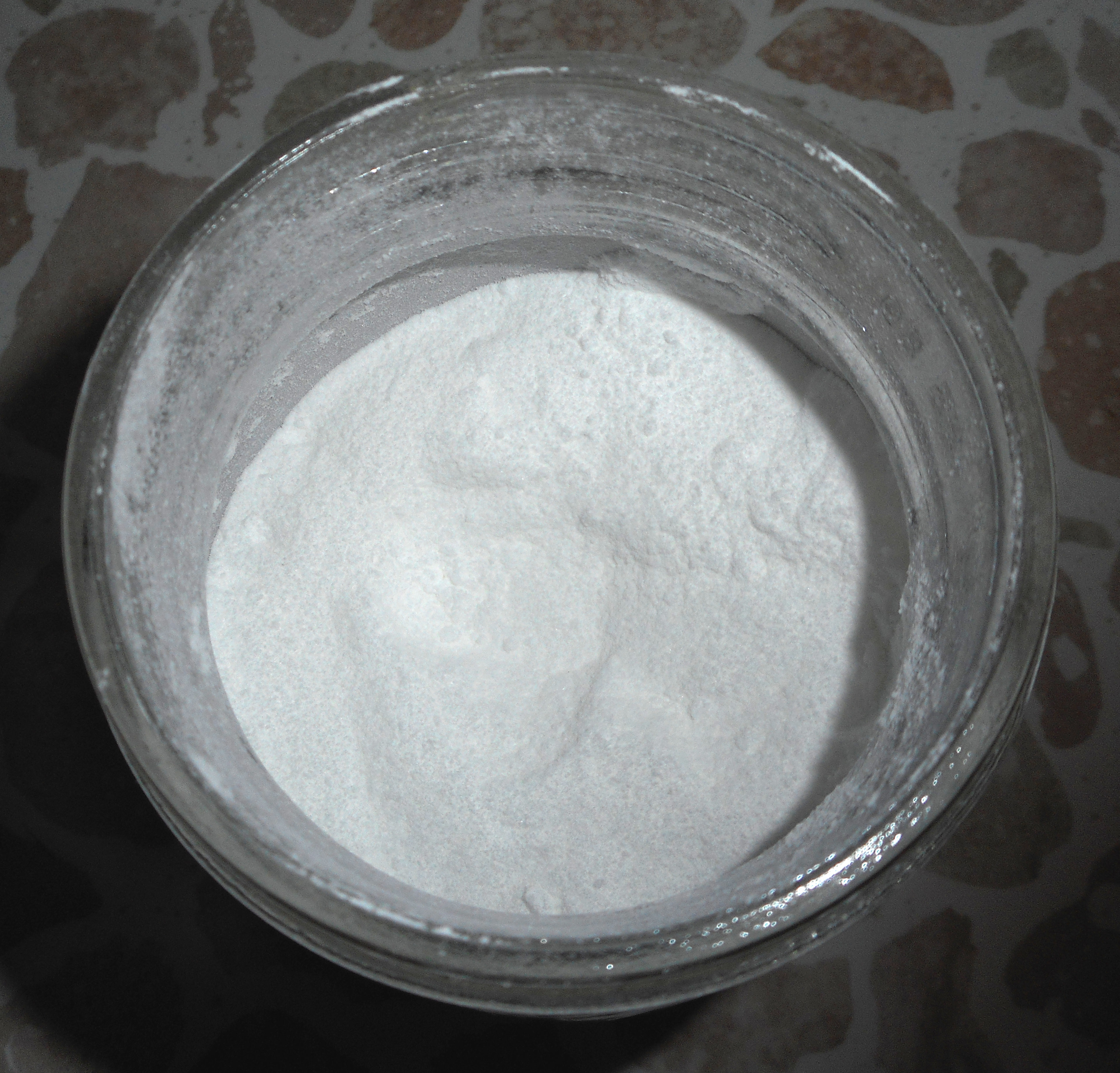